# 生方恵一
生方 恵一（うぶかた けいいち、1933年〈昭和8年〉3月25日 - 2014年〈平成26年〉12月15日）は、日本のフリーアナウンサー。元NHKアナウンサー。
1984年、『第35回NHK紅白歌合戦』での「ミソラ発言」で広く知られている。群馬県前橋市出身。
生方 めぐみ（うぶかた めぐみ）という筆名で作詞を手掛けた曲がいくつかある。

## 略歴
- 実家は履物商。群馬県立前橋高等学校から早稲田大学政治経済学部に進学。卒業後、アナウンサーとして1956年に日本放送協会入局[1]。同期は山川静夫[1]。
- 1970年代後半から東京局18:00〜19:00のFMローカル枠である『夕べの広場』のDJを務め、「大統領はジミー・カーター、アナウンサーはウブーカーター」などの文言でNHKらしからぬキャラクターで高齢者から若者までに人気を博し、「うぶうぶおじさん」「うぶじい」などの愛称で親しまれた[1]。
  - 『夕べの広場』では、主に火曜日を担当していたが、他の曜日の倍以上のリクエストハガキを集めていたと自身が放送で語ったこともある。また「この曲で2人」（オリジナルとカバーの聴き比べ）や放送開始直後1曲目の曲当てクイズを行うなど当時のNHKとしては画期的な内容も行われていた。
- 1984年、『第35回NHK紅白歌合戦』で総合司会を担当[3]。「ミソラ事件」を起こす。
- 1985年、大阪局に異動。この年9月限りでNHKを退職し、10月よりフリーに転身。この年のNHKでは春に草野仁も退職しており、エース格のアナウンサーを2人失う事態となった。
- フリー転身からしばらくの間、日本テレビと専属契約していた。その他、テレビドラマにも出演した。
- 2006年5月13日公開の映画『青いうた〜のど自慢 青春編〜』に、司会者役で実名で出演。
- 2014年12月15日に肺炎のため81歳で死去した[4]。

## ミソラ事件
1984年12月31日、『第35回NHK紅白歌合戦』で総合司会を担当。同紅白でラストステージを公言していた都はるみが、涙のアンコール曲となった「好きになった人」を歌い終えた直後、得点集計に移ろうとした生方は「もっともっと、沢山の拍手を、ミソラ…（首を振りながら絶句、一瞬固まる）、ミヤコさんに、お送りしたいところですが…何ぶん限られた時間です。審査の得点の集計に入りたいと思います。」と、都の名前を美空（ひばり）と言い間違えてしまう失態を演じた。ただ、放送当時はその場で指摘した歌手は誰もおらず、紅白自体はそのまま放映終了となった。
しかし、翌1985年の年明けからこの事件に関し、紅白での都のラストステージにして、瞬間視聴率80%超となる程の大舞台で犯したミスであったことから、当時は単なる言い間違いでは済まされないものとされ、週刊誌や民放各局のワイドショー・バラエティ番組などでも大きく取り上げられ、視聴者やNHK内からも問題視する意見が挙がるようになる（後に紅白ではこのような演出やハプニングはある程度許容されるようになったが、当時は視聴率の日本一高い番組であったのみならず、格式の高い番組でもあったこともあり、例え意図的ではなくても間違いはほぼ認められていなかった）。その結果、白組司会を務めた先輩・鈴木健二による『私に1分間時間をください!』との名フレーズをも吹き飛ばしてしまうぐらいの大きな話題となった。
生方本人も当時放送総局長（後のNHK会長）だった川口幹夫の提案で、1月9日に一言謝罪の言葉を述べていたものの、その後に生方が異動や退職をしたことで、話が大きくなった一面がある。
生方本人によると、その後7月にあった大阪局への異動は、紅白前から既に内示のあったものだったとしており、退職の理由は異動後の役職がアナウンスから離れていたもの（栄転）であったから、さらに『週刊現代』2005年1月1日号では、妻の乳癌手術による単身赴任を嫌ったものとして、「ミソラ事件」の影響という説を否定している。
一方、同じく『週刊現代』2005年1月1日号や『朝日新聞』1991年6月13日の記事等で「『はるみちゃん』と呼ぼうとするのをNHKらしくするために『都はるみさん』ととっさに変えたことに間違いがあったと反省しており、それは徳光和夫に指摘されたとのことである。また鈴木が『私に1分間時間をください!』（アドリブでアンコールを入れた）発言からによる進行の混乱を招いたことが原因と捉え、フォローできなかった点と合わせ、申し訳なかったと思っている」と述懐している。
美空ひばりは長く紅白の紅組トリを取って来た中心的歌手だったが、この時期は弟の不祥事のため選ばれなくなり、またひばりの方も依頼が来ても受けなくなるなど確執があった。ひばりはこの時、親友の浅丘ルリ子らと自宅のテレビで紅白を観ていたが「あっ!ウブさん、今変なこと言ったよ」と浅丘と思わず顔を見合わせた後、ひばりは「ウブさんったら、私のことホント好きなんだから」と苦笑いしたという。この場面をテレビで見ていたひばりの関係者は「お嬢、大変なことが起きた！」と叫んだとされるが、ひばりは「あのアナウンサーの人（生方）があれでNHKをクビになるんだったら、私が一生食べさせてあげなきゃ」とも話していた。
都は紅白の後、生方に対して「あんなこと（NHK退職）になっちゃって、あなたも大変だったわね」と気遣い、また数年後の復帰公演の楽屋で都は「少しは気が楽になったでしょう」「肩の荷が下りたでしょう」などと直接声を掛けている（生方からは「はるみちゃん、戻ってきたんだね」と返事したという）。当事者のひばり・都の2人は生方に対して同情的であり批判めいた発言は一切無く、2人は事件後も生方との親交を続けていた。
この映像はNHKの公開ライブラリーで視聴することができる。

## 主な出演番組
NHK関係
- NHK紅白歌合戦 - 第30・31回得点集計センター担当。第32・33・35回[3]総合司会。第34回得点集計。
- ひるのプレゼント[1]
- のど自慢素人演芸会[5]（1967年4月 - 1969年8月10日）
- ゲーム・心のチャンネル
- ふるさと歌謡道場
- NHK歌謡ホール[6]（1981年4月7日 - 1985年8月）

他局（フリー転身後）
- おもしろ人間ウォンテッド!!（日本テレビ）
- 8時が来ちゃった!!テレビ大図鑑（日本テレビ）
- お昼のワイドショー（日本テレビ）
- ふるさと群馬（群馬テレビ）
- ぐんま21（群馬テレビ）
- 火曜サスペンス劇場「たった独りのあなたのために」（1985年、日本テレビ）
- 次男次女ひとりっ子物語（1991年、TBS）

## CM
- ラウンドアップ

## 主な出演映画
- 青いうた〜のど自慢 青春編〜（2006年、シネカノン） - 司会者 役

## 主な著作
- 披露宴のじょうずなスピーチ実例集 ISBN 978-4405050037（1979年、新星出版社）
- 生放送だよ人生は ISBN 978-4575711882（2001年、双葉社）
- むかし、みんな軍国少年だった ISBN 978-4901841375（2004年、G.B.）

## 主な作詞
生方 めぐみ名義
- あなたのふるさと（作曲：天井正）
- 雨があがって（作曲：松田篝）
- お父さんの思い出（作曲：天井正）
- おやじのロック（作曲：松田篝）
- 恋のひと言（作曲：大塚善章）

生方 恵一名義
- ひとね橋（作曲：千木良政明）